# Eleccions al Parlament de Navarra de 1987
Les Eleccions al Parlament de Navarra de 1987 se celebraren el 10 de juny. Amb un cens de 393.326 electors, els votants foren 286.722 (72,90%) i 106.604 les abstencions (27,10%). Fou elegit president Gabriel Urralburu Tainta (PSN-PSOE) com a cap de la llista més votada, mercè un acord amb UPN des del 1988.
- Els resultats foren:

| ← Eleccions al Parlament de Navarra, 1987 → |        |       |        |
| Partit                                      | Vots   | %     | Escons |
| PSN-PSOE                                    | 78.453 | 28,07 | 15     |
| UPN                                         | 69.419 | 24,84 | 13     |
| Herri Batasuna                              | 38.138 | 13,68 | 7      |
| Centro Democrático y Social                 | 21.022 | 7,52  | 4      |
| Eusko Alkartasuna                           | 19.840 | 7,10  | 4      |
| Unión Demócrata Foral PDF-PDP-PL (UDF)      | 17.663 | 6,32  | 3      |
| Federació de Partits d'AP                   | 11.985 | 4,29  | 2      |
| Euskadiko Ezkerra                           | 9.618  | 3,44  | 1      |
| Batzarre                                    | 5.880  | 2,11  |        |
| IU-EBN                                      | 3.802  | 1,36  |        |
| EAJ-PNV                                     | 2.661  | 0,96  |        |
| PTE-UC                                      | 964    | 0,35  |        |

A part, es comptabilitzaren 3.950 (1,00%) vots en blanc.

## Diputats
- Gabriel Urralburu Tainta (PSN-PSOE)
- Floren Aoiz Monreal (Herri Batasuna)